# 텍사스 인스트루먼츠 SN76489

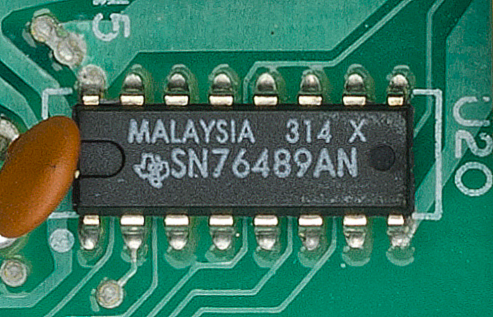

표준 텍사스 인스트루먼츠 SN76489 칩의 핀아웃. 패키지는 표준 16핀 DIP이다.

SN76489 DCSG(Digital Complex Sound Generator)는 텍사스 인스트루먼트의 TTL 호환 프로그래밍 가능 사운드 생성기 칩이다. 주요 응용 부문은 비디오 게임 콘솔, 아케이드 비디오 게임 및 가정용 컴퓨터(TI-99/4A, BBC 마이크로, 콜레코비전, IBM PCjr, 토미 튜터, 세가 마스터 시스템, 게임 기어, 탠디 1000)에서 음악 및 음향 효과를 생성하는 것이었다. 유사한 제너럴 인스트루먼트 AY-3-8910과 경쟁하고 있다.
여기에는 다음이 포함된다.
- 방형파 톤 발생기 3개
  - 광범위한 주파수
  - 16가지의 다양한 볼륨 레벨
- 소음 발생기 1개
  - 2가지 유형(백색소음, 주기적)
  - 3가지 다른 주파수
  - 16가지의 다양한 볼륨 레벨